# Walt Powell
Walt Powell (St. Louis, 23 novembre 1991) è un giocatore di football americano statunitense che gioca nel ruolo di wide receiver per i Jacksonville Jaguars della National Football League (NFL). Fu scelto nel corso del sesto giro (195º assoluto) del Draft NFL 2014 dagli Arizona Cardinals. Al college giocò a football alla Murray State University.

## Carriera professionistica

### Arizona Cardinals
Powell fu scelto nel corso del sesto giro del Draft 2014 dagli Arizona Cardinals. Fu svincolato prima dell'inizio della stagione regolare

### New York Jets
Il 1º settembre 2014, Powell firmò coi New York Jets. Debuttò come professionista subentrando nella settimana 4 contro i Detroit Lions. La sua stagione da rookie si concluse con quattro presenze.

## Statistiche
| Partite totali      | 6 |
| Partite da titolare | 0 |
| Ricezioni           | 0 |
| Yard ricevute       | 0 |
| Touchdown           | 0 |

Statistiche aggiornate alla stagione 2015